# Federació Internacional d'Astronàutica
La Federació Internacional d'Astronàutica o IAF (International Astronautical Federation) és una organització en l'àmbit mundial no governamental ni comercial coordinadora i defensora d'activitats aeronàutiques i espacials amb diferents tipus d'objectius. El principal propòsit és el d'establir diàleg entre científics del món per a cooperar amb l'avanç de l'exploració espacial. Va ser fundada el 4 de setembre de 1951 a Londres per l'enginyer aeronàutic Eugen Sänger. Té la seu a París. Compta amb més de 390 membres de 68 països arreu del món.

## Història
La Federació internacional d'astronàutica (IAF) va ser formada en el primer congrés Internacional d'astronàutica a París, el setembre de 1951 i al congrés de 1952 adoptada i registrada sota la llei de Suïssa. Els organitzadors del primer congrés de 1951 van ser Heinz Gartman, Heinz-Hermann Koelle i Gunter Loeser creadors de l'Associació Alemanya De Coets que van contactar amb l'Associació Interplanetària Britànica i amb l'Associació Astronàutica Francesa.

## Presidents
- 1951-1953 Eugen Sänger, Alemanya Occidental
- 1953-1956 Frederick Durant III, EUA
- 1956-1957 Leslie Shepherd, Regne Unit
- 1957-1959 Andrew Haley, EUA
- 1959-1961 Leonid Sedov, URSS
- 1961-1962 Joseph Pérès, França
- 1962-1964 Edmond Brun, França
- 1964-1966 William Pickering, EUA
- 1966-1968 Luigi Gerardo Napolitano, Itàlia
- 1968-1970 Elie Carafoli, Romania
- 1970-1972 André Jaumotte, Bèlgica
- 1972-1974 Luigi Gerardo Napolitano, Itàlia
- 1974-1976 Léonard Jaffe, EUA
- 1976-1978 Marcel Barrère, França
- 1978-1980 Roy Gibson, Regne Unit
- 1980-1982 Lubos Perek, Txecoslovàquia
- 1982-1984 Roger Chevalier, França
- 1984-1986 Jerry Grey, EUA
- 1986-1988 Johannes Ortner, Àustria
- 1988-1990 George Van Reeth, Bèlgica
- 1990-1994 Álvaro Azcarraga, Espanya
- 1994-1998 Karl Doetsch, Canadà
- 1998-2000 Tomifumi Godai, Japó
- 2000-2004 Marcia Barbosa, Brasil
- 2004-2008 James Zimmerman, EUA
- 2008-2012 Berndt Feuerbacher, Alemanya
- 2012-2016 Kiyoshi Higuchi, Japó
- 2016- Jean-Yves Le Gall, França

## Eugene Sänger
Eugene Sänger, (22 de setembre del 1905- 11 de febrer del 1964, 58 anys) Enginyer aeroespacial Alemany, nascut Prísečnice, República Txeca. Va ser el fundador de la federació internacional d'astronàutica al 1961. A part va ser conegut per la seva participació en millorar la tecnologia del Fuselatge autosostingut i estatoreactor. Va estudiar enginyeria civil però el llibre de "El coet a l'espai interplanetari" el va motivar a canviar d'enginyeria civil a astronàutica. AL 1935 i 1936, publicar més d'un article sobre vol propulsat a la revista Austríaca Flug (vol) els quals van cridar l'atenció de la RLM (Ministeri de l'aviació del Reich). En veure les idees de Sänger van potenciar en objectiu de crear un bombarder amb la seva ajuda. Al 1932 Eugene Sänger va passar a ser membre de la SS i de la NSDAP (Partit Nacional Socialista del Treballadors Alemanys)

## Objectius i tasques

### Informar àmpliament sobre temes de l'astronàutica
Un dels objectius d'aquesta associació es informar àmpliament sobre l'astronàutica i conscienciar a la gent de que es un tema important actualment.

### Interessar i enfortir l'interès
L'enfortiment i l'interès d'aquest tema és un gran avanç per a l'Astronáutica i obre moltes portes. Es començarien moltes més exploracions i es traurien conclusions, hipòtesis i idees noves. A part que l'interès per a estudiar algun tema com enginyeria Astronàutica, astronomia, etc., pujarien notablement.

### Aplicar astronàutica en centres d'estudi
Un dels objectius d'aquesta federació és la d'impulsar a aplicar estudis sobre la cosmonàutica en centres d'estudis com per exemple incorporar assignatures trimestrals als cursos de l'ESO i Batxillerat. Aplicar classes a la universitat depenent de la carrera triada. Per tal d'arribar i motivar al nombre màxim de persones és necessari fomentar activitats extraescolars, conferències, jornades i exposicions relacionades amb la cosmonàutica.

### Impuls de participació amb més centres relacionats amb la astronàutica
La participació de centres relacionats amb l'astronàutica és un objectiu important, ja que amb la unió de diferents centres es poden fer més exploracions i experiments. A part que s'acabarien fent més conegudes i cridaria notablement l'interès de la gent.

## Defensa de l'espai
La defensa de l'espai és el principal objectiu de la Federació Internacional d'Astronàutica. Tracta de donar suport i promoure totes les exploracions espacials. Hi ha persones i organitzacions amb el principal objectiu de la Spave Advocacy (Defensa de l'espai) i cada cop es recluten a més persones per a la seva dedicació. Aquesta idea de defendre la van començar a posar en pràctica les comunitats científiques russes, americanes, alemanyes i britàniques a partir de la dècada de 1930. Algunes de les organitzacions amb el principal objectiu de la defensa espacial:
| Societat Interplanetària Britànica (British Interplanetary Society)                     | 1933 |
| Societat Nacional Espacial (National Space Society)                                     | 1987 |
| Institut SETI (SETI institute)                                                          | 1984 |
| Societat Planetària (Planetary Society)                                                 | 1940 |
| Societat de Mart (Mars Society)                                                         | 1998 |
| Societat de la Lluna (Moon Society)                                                     | 2000 |
| Spaceup (Spaceup)                                                                       | 2010 |
| Societat d'Exploració Lunar (Lunar Explorers Society)                                   | 2000 |
| Fundació de Frontera Espacial (Space Frontier Foundation)                               | 1988 |
| Fundació Terra i Espai (Earth and Space Foundation)                                     | 1994 |
| Centre Nacional de Desenvolupament Aeroespacial (National Aerospace Development Centre) | 2013 |

## Països
A la Federació Internacional d'Astronàutica hi participen 390 membres de 68 països:

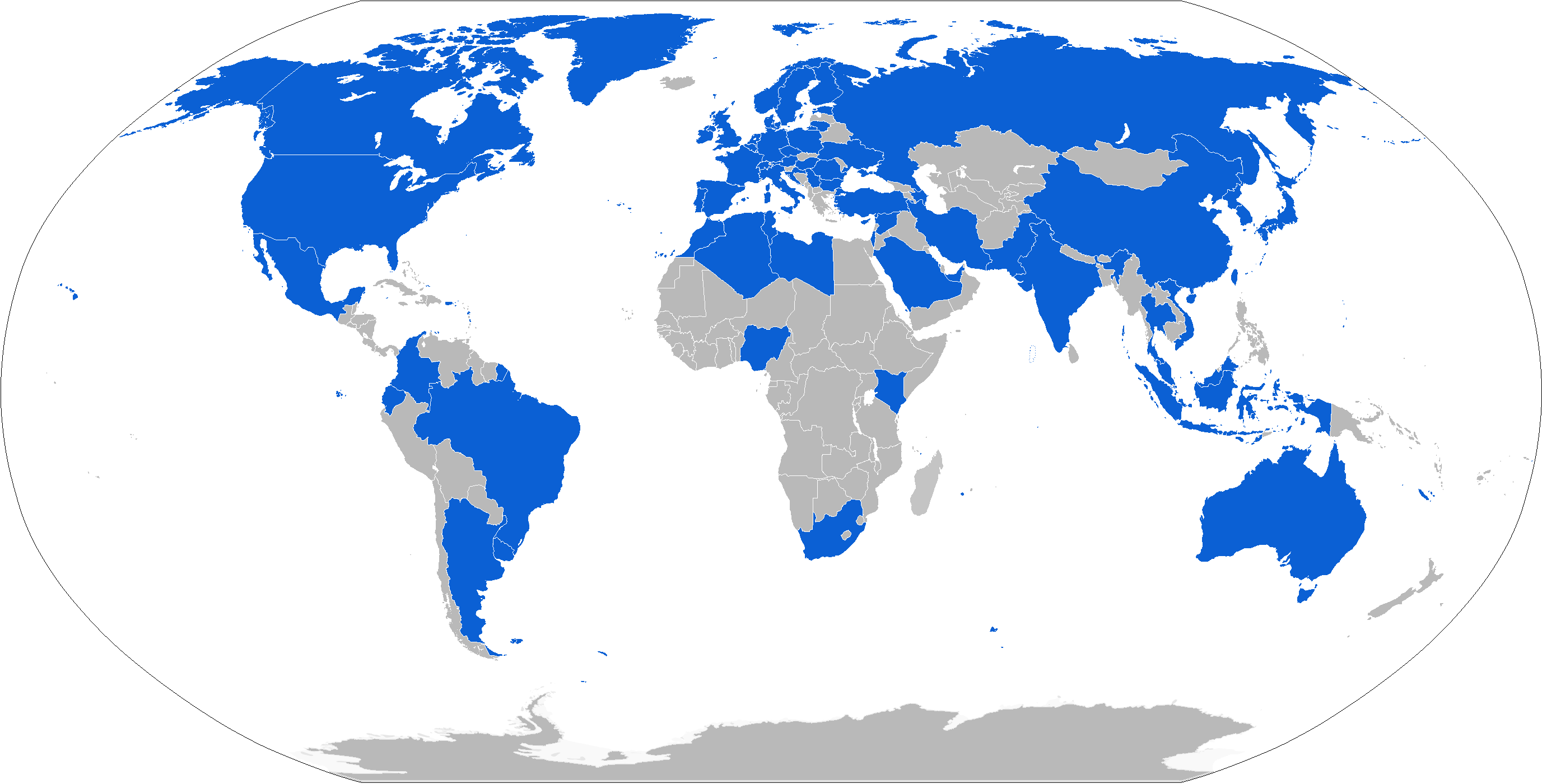

| Europa  | Portugal, Espanya, França, Mònaco, Irlanda, Regne Unit, Bèlgica, Luxemburg, Suïssa, Itàlia, Croàcia, Sèrbia, Bulgària, Romania, Hongria, Ucraïna, Lituània, Polònia, Alamània, Països Baixos, Noruega, Suècia, Dinamarca, Finlàndia, Estonia. |
| Àsia    | Rússia, Japó, Xina, Vietnam, Tailàndia, Malàisia, Indonèsia, Índia, Corea del Nord, Corea del Sur, Pakistan, Iran, Emirats Àrabs Units, Aràbia Saudita, Síria, Xipre, Turquia, Azerbaidjan, Israel, Singapur.                                 |
| Oceania | Austràlia, Nova Caledònia |
| Àfrica  | Sud-àfrica, Kènia, Nigèria, Marroc, Algèria, Tunísia, Líbia |
| Amèrica | Estats Units, Canadà, Groenlàndia, Mèxic, Equador, Colòmbia, Brasil, Uruguai, Illes Maldives. |

## Celebració d'esdeveniments
La federació internacional d'astronàutica (IAF) organitza esdeveniments cada any. Cada esdeveniment està relacionat amb un tema d'astronàutica i sempre s'organitzen a diferents països.
- Conferència anual de l'exploració lunar a Pequín (2010)
- Conferència anual de l'exploració espacial a Washington, DC (2012)
- Conferència anual d'aplicacions espacials a París (2014)
- Conferència anual de la sobre Innovation a Múnic (2015)
- Conferència anual de l'espai i la societat de la informació a Ginebra (2016)
- Conferència anual de l'exploració espacial Pequín (2017)
- Conferència anual d'aplicacions espacials a Montevideo (2018)
- Conferència anual de l'espai per a països emergents a Marràqueix (2019)
- Conferència anual de l'exploració espacial a Sant Petersburg (2020)